# TOSLINK

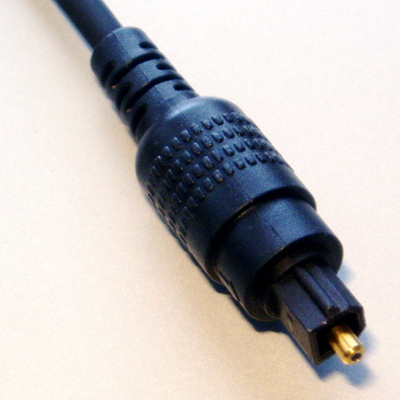
TOSLINK з'єднувач (JIS F05)

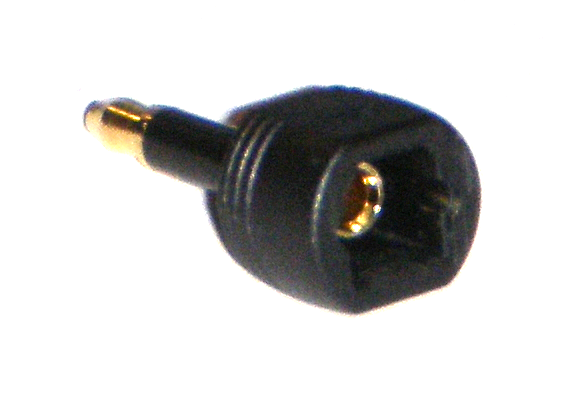
mini-TOSLINK адаптер

TOSLINK (офіційно EIAJ оптичний) — стандартний інтерфейс для передачі цифрового аудіо (S/PDIF) волоконно-оптичним кабелем. Використовується в обладнанні домашнього аудіо, комп'ютерів, консолей і мобільних пристроїв. Стандарт також включає вимоги до оптичного сигналу і носія при передачі цифрових даних (Fast Ethernet і FireWire).

## Історія
Інтерфейс був розроблений і запатентований в 1983 році Toshiba (назва походить від TOShiba LINK). Toshiba розробила TOSLINK, щоб передати PCM стерео аудіо потік між фірмовим програвачем компакт-дисків і підсилювачем. Незабаром інші виробники програвачів компакт-дисків застосували цей інтерфейс в своїх продуктах. З появою домашнього аудіо системи 5.1 (багатоканальний звук), роз'єм TOSLINK поруч з RCA (тюльпан) став обов'язковою частиною цих пристроїв.

## Технологія
Оптичне волокно передачі виконується з діаметром 1 мм для імпульсів червоного світла (довжина хвилі 660 нм). Максимальна ємність поточної версії складає 25 Мбіт  для аудіо додатків і 125 Мбіт  для Fast Ethernet і FireWire (спочатку 3,1 Mbps). На відміну від механічного з'єднання, первинна передача з використанням волокна забезпечує стійкість до електромагнітних перешкод. Недоліком волокна є сприйнятливість до механічних пошкоджень (крихкість), обмежуючи довжину до 10 м (у більшості специфікацій 5 м).

## Mini-TOSLINK
Для застосування в малогабаритній і мінатюрній побутовій аудіовідеотехніці і ноутбуках роз'єм існує у вигляді 3,5-мм штекера — Mini TOSLINK (Miniplug).
Існують перехідники (адаптери) між роз'ємами TOSLINK і Miniplug (Mini TOSLINK).